# Kaniówki
Kaniówki lub Kaniówka (słow. Kaňovky, 952 m) – szczyt w Grupie Oszusa w Beskidzie Żywiecko-Kisuckim. Znajduje się w głównym grzbiecie, pomiędzy Małym Smerekowem (Żebrakówką, 1043 m) a Oszustem (1155 m). Grzbietem tym biegnie granica polsko-słowacka oraz Wielki Europejski Dział Wodny. Z zachodnich stoków Kaniówki spływa źródłowy ciek potoku Urwisko.
Kaniówki to mało wybitny wierzchołek, ma jednak znaczenie topograficzne, gdyż jest zwornikiem; na wschodnią słowacką stronę biegnie od niej grzbiet łączący Kaniówki z Wielkim Kopcem (Veľky kopec, 1086 m). Grzbiet ten opływają dwa potoki; Zásihlianka i Kaňovka (dopływ Klinianki).
Zarówno polskie, jak i słowackie stoki Kaniówki są całkowicie porośnięte lasem. Na Kaniówkach graniczą z sobą miejscowości Glinka i Soblówka w województwie śląskim, w powiecie żywieckim, w gminie Ujsoły, słowacki stok znajduje się w powiecie Namiestów. Słowackie stoki trawersuje stokowa droga leśna, grzbietem prowadzi słowacki szlak turystyczny.

## Szlaki turystyczne
słowacki szlak graniczny